# Рёстен, Хокон
Хо́кон Рёстен (норв. Håkon Røsten; род. 21 февраля 2005) — норвежский футболист, защитник клуба «Русенборг».

## Клубная карьера
Рёстен — воспитанник клуба «Русенборг». 19 мая 2022 года в поединке Кубка Норвегии «Вердала» Хокон дебютировал за основной состав. 4 сентября в матче против «Викинга» он дебютировал в Типпелиге. 6 августа 2023 года в поединке против «Хёугесунна» Хокон забил свой первый гол за «Русенборг».

## Международная карьера
В 2024 году в составе юношеской сборной Норвегии Рёстен принял участие в юношеском чемпионате Европы в Северной Ирландии. На турнире он сыграл в матчах против сборных Италии, Украины, Северной Ирландии и Турции.